# Jette
Jette (vroeger ook Sint-Pieters-Jette) is een plaats en gemeente in het Brussels Hoofdstedelijk Gewest. De gemeente telt ruim 54.000 inwoners.
Jette heeft in de eerste plaats een woonfunctie; er wonen voornamelijk gezinnen. Het noordwestelijke stuk van de gemeente (tussen het UZ Brussel op de Campus Jette van de VUB en het Koning Boudewijnstadion in Laken) is duidelijk minder verstedelijkt en groener dan het centrum met het Koningin Astridplein, ook wel 'Het Spiegelplein' genoemd. De folkloristische bijnaam voor de inwoners van Jette is dan ook spiegelmannen.
Jette grenst in het noorden aan Laken (deelgemeente van Brussel-stad) en in het zuiden aan Ganshoren. Niet ver van de basiliek van Koekelberg is er een klein grensgebied met Koekelberg en Sint-Jans-Molenbeek; aan de rand van het Brussels Hoofdstedelijk Gewest grenst Jette aan de Vlaamse faciliteitengemeente Wemmel en een klein stukje Asse (deelgemeente Zellik).

## Kernen
Jette heeft geen deelgemeenten. Wel zijn enkele wijken te onderscheiden zoals Essegem en Dielegem.

## Geschiedenis
In de Romeinse tijd was de omgeving van Jette reeds bewoond, getuige de Romeinse villa van Jette die er opgegraven is.
Op het eind van het ancien régime ontstond de gemeente Jette-Ganshoren met het dorp Jette en het gehucht Ganshoren. Het historische centrum bevindt zich ter hoogte van het Kardinaal Mercierplein. Ten noordwesten van het dorp werd de Abdij van Dieleghem opgericht. In 1841 werd de gemeente opgesplitst en werden Jette en Ganshoren afzonderlijke gemeenten.

## Bezienswaardigheden
- De Abdij van Dielegem
- Het Magrittemuseum
- Het Onze-Lieve-Vrouw van Lourdesdomein (grot van Jette) en de Onze-Lieve-Vrouw-van-Lourdeskapel
- De Sint-Magdalenakerk
- De Sint-Pieterskerk
- De Sint-Clarakerk
- De Sint-Jozefskerk
- De overblijfselen van een Gallormeinse villa
- Het Station Jette

## Galerij

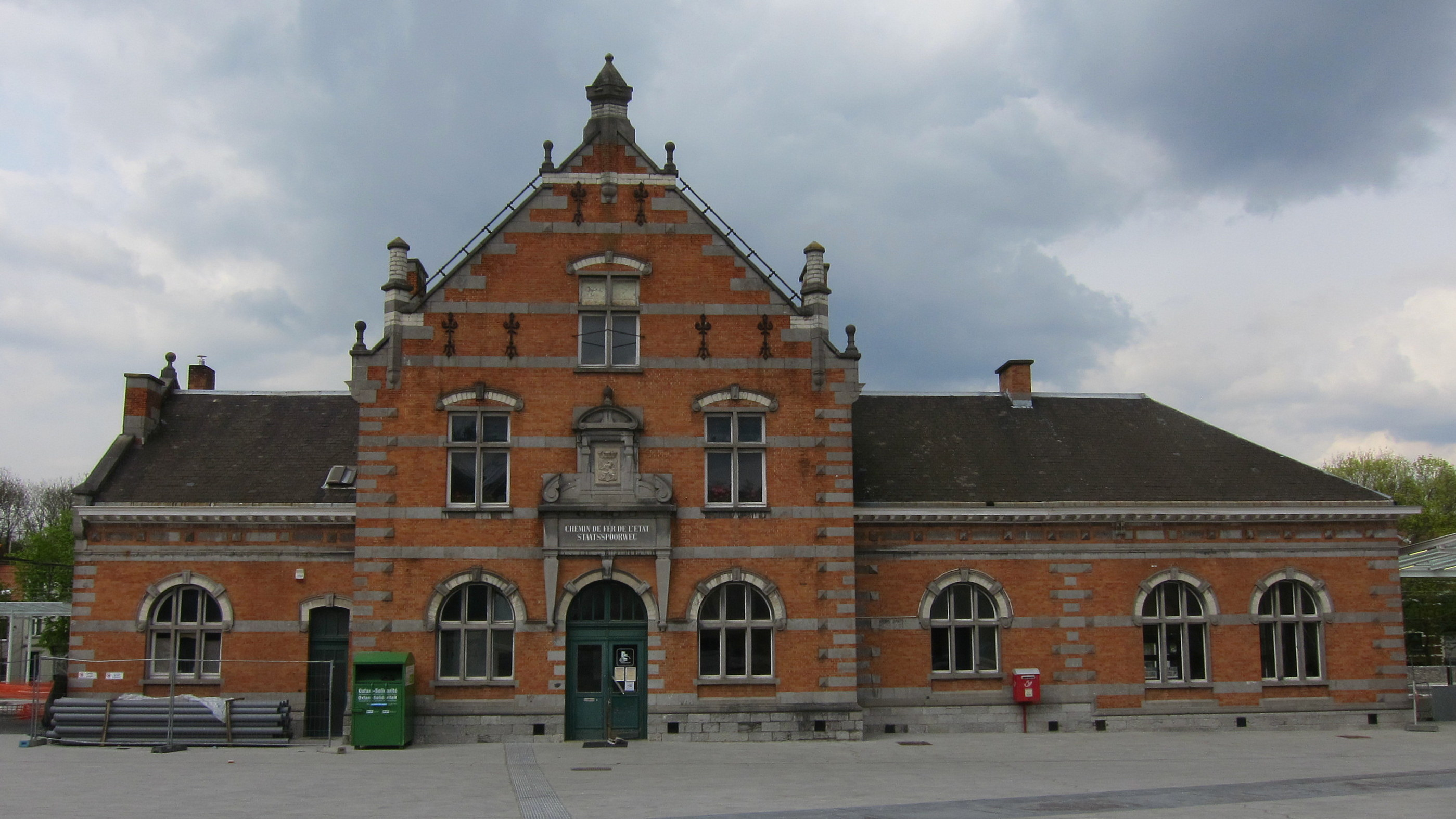
Station van Jette op het Kardinaal Mercierplein
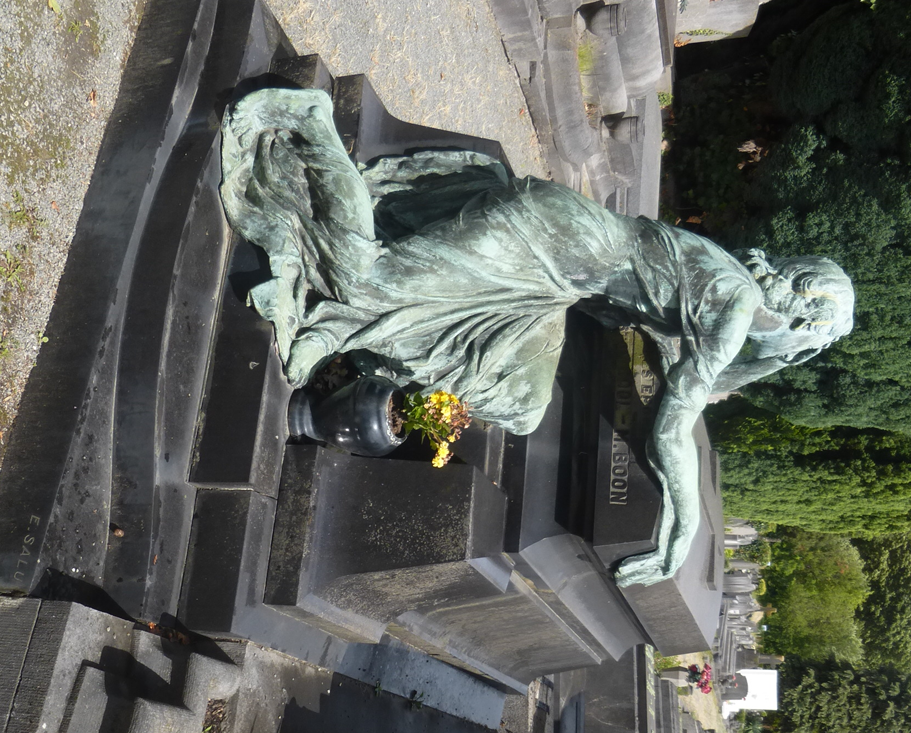
Kerkhof van Jette met waardevol Funerair erfgoed.
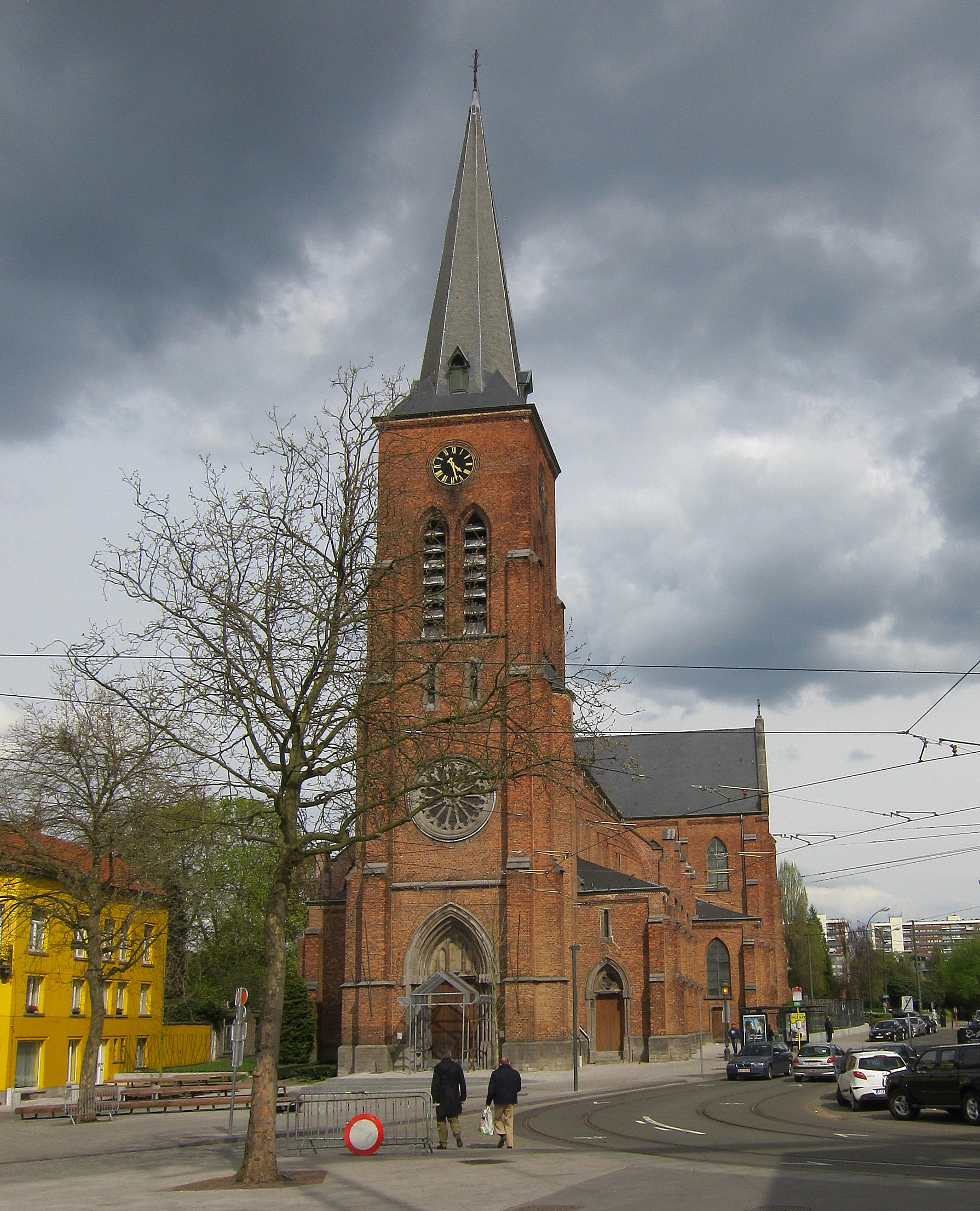
Sint-Pieterskerk op het Kardinaal Mercierplein
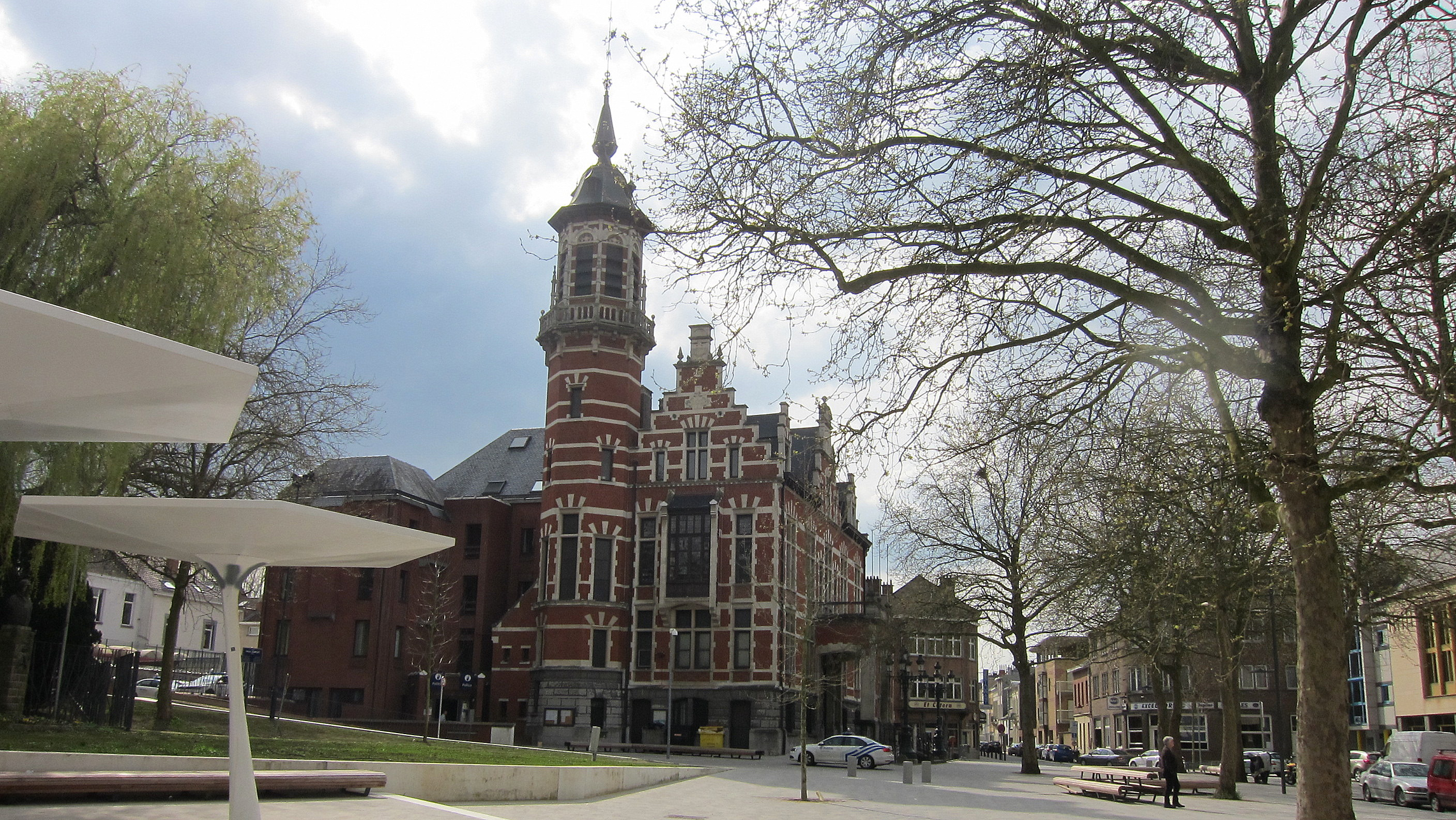
Vroegere gemeentehuis op het Kardinaal Mercierplein
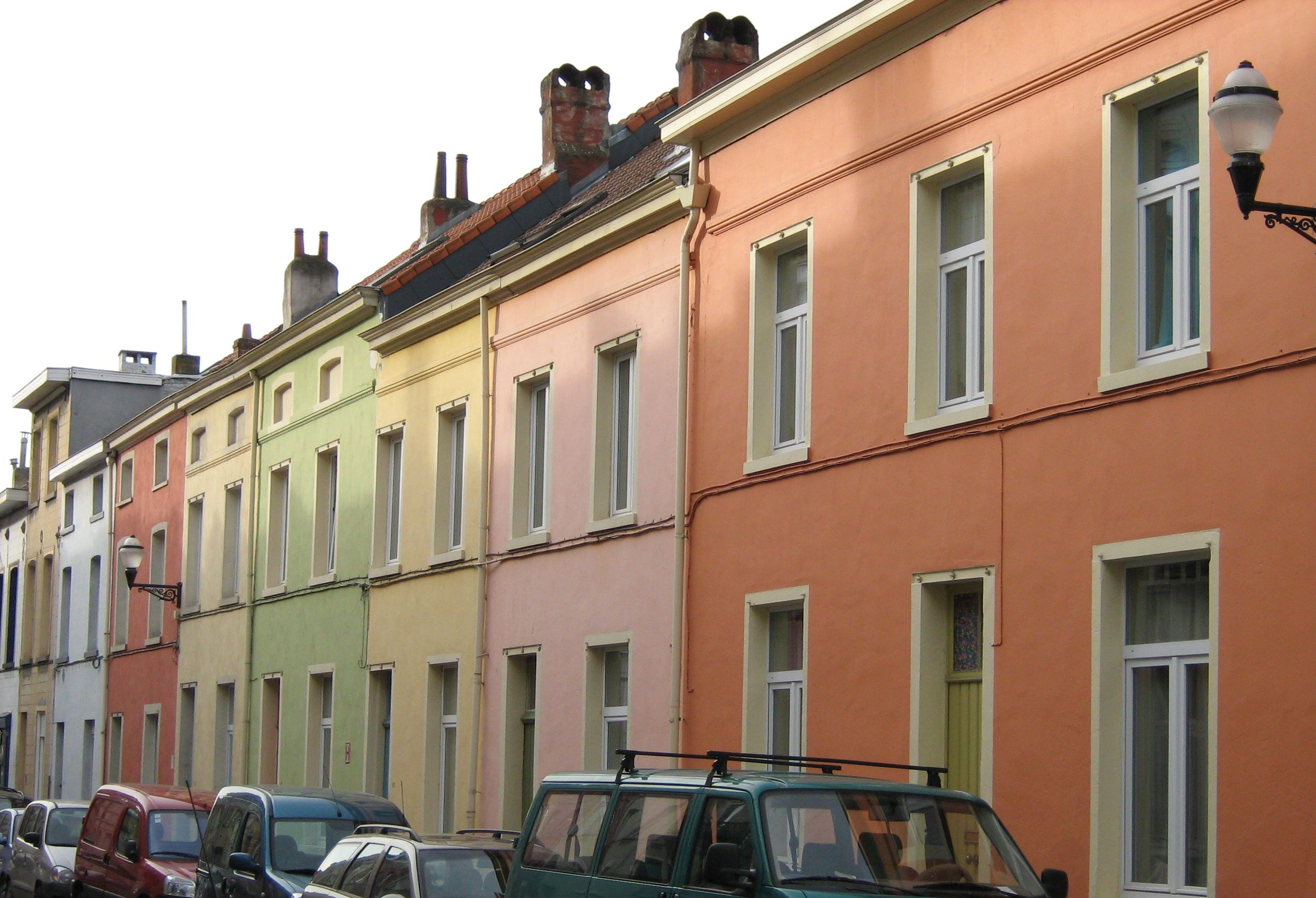
Adolph Vanderschriekstraat
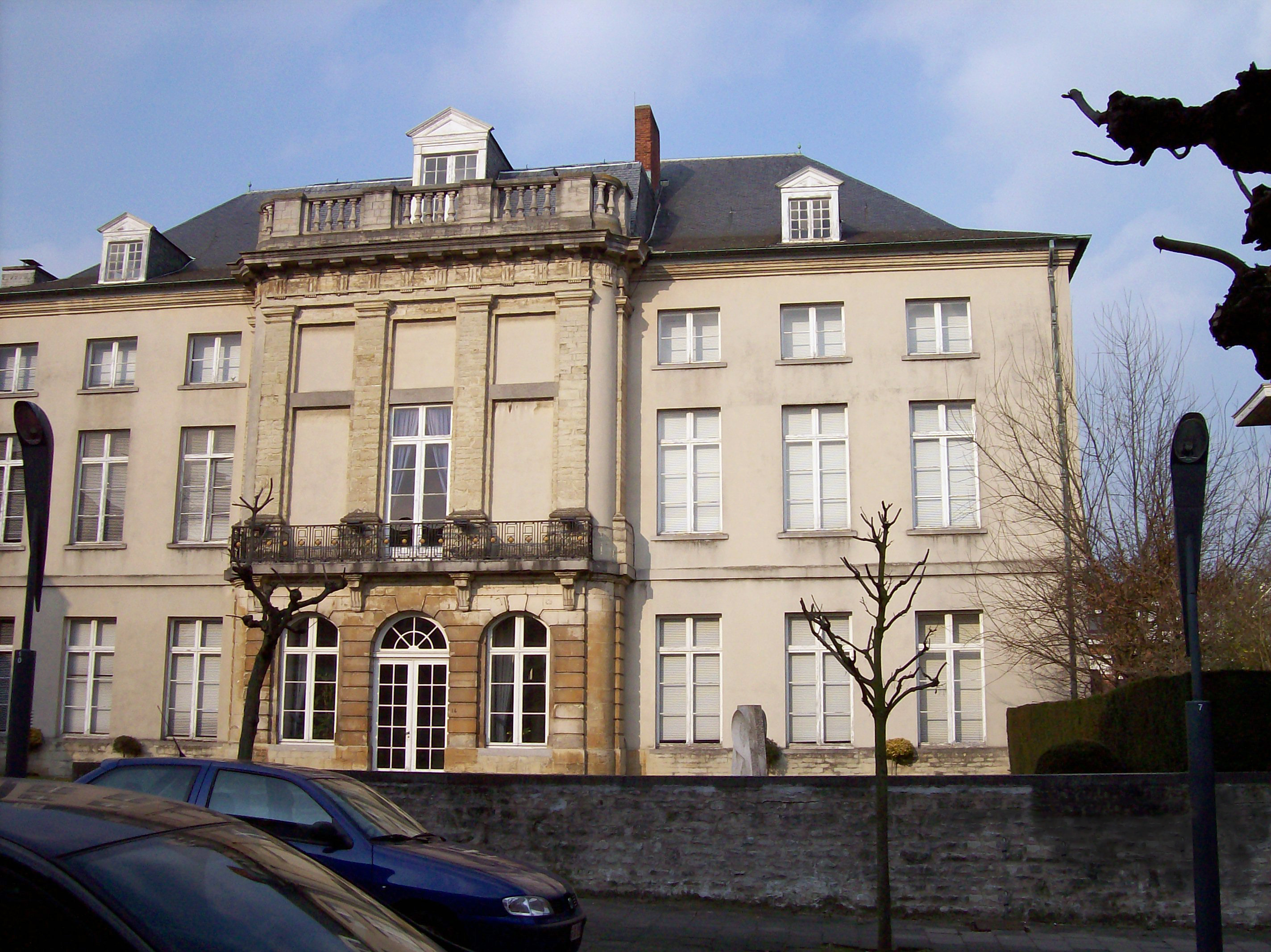
De abtswoning van de voormalige abdij van Dielegem

## Natuur en landschap
Jette telt enkele parken en drie bossen: het Laarbeekbos, het Poelbos en het Dielegembos.

## Mobiliteit
Jette wordt door de NMBS bediend met het station Jette.
De gemeente heeft meerdere bus- (MIVB, De Lijn) en tramlijnen, waarvan de recentste (tramlijn 9) op nieuw aangelegde sporen volledig in eigen bedding rijdt en sinds 1 september 2018 dienst doet.
De Tentoonstellingslaan (N290) doorkruist Jette en verbindt de grote ring met Koekelberg.

## Politiek

### Resultaten gemeenteraadsverkiezingen sinds 1976
| Partij of kartel     | Partij of kartel                                                 | 10-10-1976 | 10-10-1976 | 10-10-1982 | 10-10-1982 | 9-10-1988 | 9-10-1988 | 9-10-1994 | 9-10-1994 | 8-10-2000 | 8-10-2000 | 8-10-2006 | 8-10-2006 | 14-10-2012 | 14-10-2012 | 14-10-2018 | 14-10-2018 | 13-10-2024 | 13-10-2024 |
| Stemmen / Zetels     | Stemmen / Zetels                                                 | %          | 35         | %          | 35         | %         | 35        | %         | 33        | %         | 33        | %         | 35        | %          | 35         | %          | 37         | %          | 37         |
| -------------------- | ---------------------------------------------------------------- | ---------- | ---------- | ---------- | ---------- | --------- | --------- | --------- | --------- | --------- | --------- | --------- | --------- | ---------- | ---------- | ---------- | ---------- | ---------- | ---------- |
|                      | PTB-PVA1/ PTB-PVDA2                                              | 0,971      | 0          | 0,371      | 0          | 0,311     | 0         | 0,571     | 0         | 0,462     | 0         | -         |           | -          |            | -          |            | 11,732     | 4          |
|                      | ECOLO1/ Ecolo-Groen2                                             | -          |            | 6,231      | 2          | 6,321     | 2         | 6,971     | 2         | 12,131    | 4         | 10,691    | 3         | 11,112     | 4          | 17,772     | 7          | 11,862     | 4          |
|                      | PSB-BSP1/ PS2/ PS-SP3/ PS-sp.a4/ PS-Vooruit5                     | 16,931     | 7          | 9,062      | 3          | 12,792    | 5         | 12,292    | 4         | 15,253    | 6         | 19,382    | 7         | 24,364     | 10         | 15,594     | 6          | 14,135     | 6          |
|                      | PSB-BSP1/ SP2/ LRGA/ PS-SP3/ sp.a-Spirit3/ PS-sp.a4/ PS-Vooruit5 | 16,931     | 7          | 11,522     | 4          | 10,862    | 4         | 7,95A     | 2         | 15,253    | 6         | 6,993     | 2         | 24,364     | 10         | 15,594     | 6          | 14,135     | 6          |
|                      | CVP1/ LRGA/ LBJ3/ LBJette4                                       | 8,611      | 3          | 4,891      | 1          | 4,991     | 1         | 7,95A     | 2         | 27,353    | 11        | 32,423    | 13        | 28,433     | 12         | 37,774     | 16         | 24,014     | 11         |
|                      | PSC1/ LBJLT2/ LBJ3/ LBJette4                                     | 13,261     | 5          | 27,232     | 13         | 31,62     | 14        | 28,312    | 12        | 27,353    | 11        | 32,423    | 13        | 28,433     | 12         | 37,774     | 16         | 24,014     | 11         |
|                      | VU1/ N-VA2                                                       | 8,381      | 2          | 5,321      | 1          | 3,581     | 0         | -         |           | -         |           | 0,642     | 0         | 4,162      | 1          | 4,282      | 1          | 2,322      | 0          |
|                      | PLP-PVV1/ PVV2/ PRL-VLDD/ VLD-VBJ3/ MR-VLDF                      | 5,941      | 1          | 4,82       | 1          | 12,06D    | 4         | 4,733     | 1         | -         |           | 15,29F    | 6         | 13,49F     | 5          | 13,01F     | 5          | 17,23F     | 7          |
|                      | PL-LP1/ PRL2/ PRL-VLDD/ PRL-FDFE/ MR-VLDF/ MR3                   | 13,051     | 5          | 7,672      | 2          | 12,06D    | 4         | 10,322    | 4         | 22,51E    | 9         | 15,29F    | 6         | 13,49F     | 5          | 13,01F     | 5          | 17,23F     | 7          |
|                      | FDF1/ PRL-FDFE/ FDF-RJ2/ DéFI3                                   | 27,311     | 11         | 16,461     | 7          | 14,421    | 5         | 14,11     | 5         | 22,51E    | 9         | 5,312     | 1         | 6,221      | 1          | 6,713      | 2          | 3,453      | 0          |
|                      | Vlaams Blok1/ Vlaams Belang2                                     | -          |            | -          |            | 1,131     | 0         | 4,031     | 0         | 6,881     | 2         | 8,922     | 3         | 3,592      | 0          | 2,952      | 0          | 2,582      | 0          |
|                      | Team Fouad Ahidar+1090                                           | -          |            | -          |            | -         |           | -         |           | -         |           | -         |           | -          |            | -          |            | 12,69      | 5          |
|                      | LES Liberaux                                                     | -          |            | -          |            | -         |           | -         |           | -         |           | -         |           | 7,35       | 2          | -          |            | -          |            |
|                      | L.B.                                                             | -          |            | -          |            | -         |           | -         |           | 5,01      | 1         | -         |           | -          |            | -          |            | -          |            |
|                      | FN                                                               | -          |            | -          |            | -         |           | 9,63      | 3         | 2,85      | 0         | -         |           | -          |            | -          |            | -          |            |
|                      | UDRT-RAD                                                         | -          |            | 5,7        | 1          | -         |           | -         |           | -         |           | -         |           | -          |            | -          |            | -          |            |
|                      | IC-GB                                                            | 4,88       | 1          | 0,75       | 0          | -         |           | -         |           | -         |           | -         |           | -          |            | -          |            | -          |            |
| Anderen(*)           | Anderen(*)                                                       | 0,67       | 0          | -          |            | 1,93      | 0         | 1,10      | 0         | 7,55      | 0         | 0,36      | 0         | 1,28       | 0          | 2,22       | 0          | -          |            |
| Totaal stemmen       | Totaal stemmen                                                   | 29.021     | 29.021     | 26.943     | 26.943     | 25.469    | 25.469    | 23.234    | 23.234    | 23.210    | 23.210    | 25.334    | 25.334    | 25.704     | 25.704     | 26.435     | 26.435     | 25.103     | 25.103     |
| Opkomst %            | Opkomst %                                                        |            |            |            |            | 88,63     | 88,63     | 85,86     | 85,86     | 84,79     | 84,79     | 87,28     | 87,28     | 84,08      | 84,08      | 85,56      | 85,56      | 81,16      | 81,16      |
| Blanco en ongeldig % | Blanco en ongeldig %                                             | 4,67       | 4,67       | 5,11       | 5,11       | 5,06      | 5,06      | 4,59      | 4,59      | 4,45      | 4,45      | 5,96      | 5,96      | 5,62       | 5,62       | 7,02       | 7,02       | 6,34       | 6,34       |

(*) 1976: AJF (0,67%) / 1988: EJ_JV (0,83%), UFJ (1,1%) / 1994: MRL (0,56%), PH-HP (0,54%) / 2000: L.I.C.O.R.N. (4,06%), Vivant (2,9%), M.L.J. (0,32%), P.H. (0,27%) / 2006: PH-HP / 2012: Gauches Communes (1,28%) / 2018: Les Démocrates (2,22%). De grootste partij is in kleur.

### Representativiteit
Voor Jette, net zoals voor de andere gemeenten van het Brussels Hoofdstedelijk Gewest, geldt dat het aantal kiezers in verhouding tot het aantal inwoners erg laag ligt, zowel absoluut als in vergelijking met de rest van het land. Dit is het gevolg van het hoge aandeel niet Belgische inwoners (ook al kunnen deze onder bepaalde voorwaarden over gemeentelijk stemrecht beschikken). Daarnaast ligt ook het aantal kiezers dat niet komt opdagen, ondanks de stemplicht, erg hoog zodat het totaal aantal uitgebrachte stemmen, inclusief ongeldige en blanco, in de 19 gemeenten van het gewest slechts 44,66% van het aantal inwoners bedraagt. Jette scoort beter met een verhouding van 52,67% uitgebrachte stemmen/inwoners.

#### Verhouding kiezers/inwoners en absenteïsme bij de gemeenteraadsverkiezingen van 14 oktober 2012
- Jette: 62,64% (kiezers/inw.) - 15,92% (absenteïsme)
- Totaal Brussels Gewest : 53,89% (kiezers/inw.) - 17,14% (absenteïsme)

Ter vergelijking:
- Vlaamse provinciehoofdsteden: 69,30% (kiezers/inw.) - 12,12% (absenteïsme)
- Waalse provinciehoofdsteden: 69,04% (kiezers/inw.) - 17,31% (absenteïsme)

### Burgemeesters
Burgemeester waren:
- 1909-1926 : Philippe Werrie (katholiek)
- 1927-1940 : Gustave Van Huynegem (liberaal)
- 1940-1952 : Jean Neybergh (katholiek)
- 1953-1958 : Etienne Demunter (socialist)
- 1959-1968 : Jacques Swartenbrouck (liberaal)
- 1968-1974 : Jean Neybergh (PSC)
- 1974-1976 : Gilbert Doyen (liberaal)
- 1977-1999 : Jean-Louis Thys (PSC-LBJLT-LBJ)
- 1999-2022 : Hervé Doyen (LBJette)
- 2022-heden: Claire Vandevivere (LBJette)

### Bestuur 2024-2030
Het bestuur van Jette bestaat uit een coalitie van de LBJette (Les Engagés, CD&V en onafhankelijken), MR-VLD en Ecolo-Groen:
| College van burgemeester en schepenen | College van burgemeester en schepenen |
| ------------------------------------- | --- |
| Burgemeester                          | Claire Vandevivere (LBJette) |
| Schepenen                             | Jennifer Gesquière (MR-VLD) Thomas Naessens (Ecolo-Groen) Benoît Gosselin (LBJette) Nathalie De Swaef (Ecolo-Groen) Laura Vossen (LBJette) Christophe Kurt (LBJette) Eren Güven (MR-VLD) Anna Hovsepyan (MR-VLD) Nathalie Vandenbrande (LBJette) (OCMW-voorzitter) |

### Bestuur 2019-2024
Het bestuur van Jette bestaat uit een coalitie van de LBJette (cdH, CD&V en onafhankelijken), Ecolo-Groen en MR.
| College van burgemeester en schepenen | College van burgemeester en schepenen |
| ------------------------------------- | --- |
| Burgemeester                          | Claire Vandevivere (LBJette) |
| Schepenen                             | Benoît Gosselin (LBJette) Mounir Laarissi (LBJette) Jacob Kamuanga (LBJette) Joris Poschet (LBJette) Bernard Van Nuffel (Ecolo/Groen) Nathalie De Swaef (Ecolo/Groen) Olivier Corhay (MR) Jennifer Gesquière (MR) Nathalie Vandenbrande (LBJette) (OCMW-voorzitster) |

### Bestuur 2013-2018
| College van burgemeester en schepenen | College van burgemeester en schepenen |
| ------------------------------------- | --- |
| Burgemeester                          | Hervé Doyen (LBJette) |
| Schepenen                             | Geoffrey Lepers (MR-OpenVLD) (1ste schepen) Bernard Van Nuffel (Ecolo/Groen) Benoît Gosselin (LBJette) Claire Vandevivere (LBJette) Paul Leroy (LBJette) Brigitte Gooris (MR/OpenVLD) Jean-Louis Pirottin (LBJette) Nathalie De Swaef (Ecolo/Groen) Voorzitster (OCMW): Brigitte De Pauw (LBJette) |

### Bestuur 2007-2012
Het bestuur van Jette bestaat uit een coalitie van LBJ, de lijst van de burgemeester met cdH, CD&V en onafhankelijken met PS, Ecolo en FDF-RJ. Na aanhoudende problemen met PS-schepen Hermanus volgde eind 2009 een coalitiewissel, waarbij de PS ingeruild werd voor MR en Open VLD. Schepen Hermanus zijn bevoegdheden werden afgenomen, maar hij bleef in functie.
De volgende personen maken deel uit van het bestuur:
| College van burgemeester en schepenen | College van burgemeester en schepenen |
| ------------------------------------- | --- |
| Burgemeester                          | Hervé Doyen (LBJ (cdH)) |
| Schepenen                             | Merry Hermanus (PS) Christine Gallez (Ecolo) Benoît Gosselin (LBJ (cdH)) Bernard Lacroix (LBJ (cdH)) Claire Vandevivere (LBJ (cdH)) Brigitte De Pauw (LBJ (CD&V)) Paul Leroy (LBJ) Jean-Louis Pirottin (LBJ (cdH)) |

## Demografische ontwikkeling
- Bronnen:NIS, Opm:1806 tot en met 1981=volkstellingen; 1990 en later= inwonertal op 1 januari

| Inwoners van jaar tot jaar op 1 januari 1992 tot heden | Inwoners van jaar tot jaar op 1 januari 1992 tot heden | Inwoners van jaar tot jaar op 1 januari 1992 tot heden |
| jaar                                                   | Aantal                                                 | Evolutie: 1992=index 100                               |
| ------------------------------------------------------ | ------------------------------------------------------ | ------------------------------------------------------ |
| 1992                                                   | 38.640                                                 | 100,0                                                  |
| 1993                                                   | 38.529                                                 | 99,7                                                   |
| 1994                                                   | 38.499                                                 | 99,6                                                   |
| 1995                                                   | 38.855                                                 | 100,6                                                  |
| 1996                                                   | 38.479                                                 | 99,6                                                   |
| 1997                                                   | 38.686                                                 | 100,1                                                  |
| 1998                                                   | 38.855                                                 | 100,6                                                  |
| 1999                                                   | 39.166                                                 | 101,4                                                  |
| 2000                                                   | 39.749                                                 | 102,9                                                  |
| 2001                                                   | 40.075                                                 | 103,7                                                  |
| 2002                                                   | 40.893                                                 | 105,8                                                  |
| 2003                                                   | 41.569                                                 | 107,6                                                  |
| 2004                                                   | 41.938                                                 | 108,5                                                  |
| 2005                                                   | 42.250                                                 | 109,3                                                  |
| 2006                                                   | 42.981                                                 | 111,2                                                  |
| 2007                                                   | 43.564                                                 | 112,7                                                  |
| 2008                                                   | 44.614                                                 | 115,5                                                  |
| 2009                                                   | 45.637                                                 | 118,1                                                  |
| 2010                                                   | 46.818                                                 | 121,2                                                  |
| 2011                                                   | 47.947                                                 | 124,1                                                  |
| 2012                                                   | 48.805                                                 | 126,3                                                  |
| 2013                                                   | 49.411                                                 | 127,9                                                  |
| 2014                                                   | 50.237                                                 | 130,0                                                  |
| 2015                                                   | 50.724                                                 | 131,3                                                  |
| 2016                                                   | 51.426                                                 | 133,1                                                  |
| 2017                                                   | 51.933                                                 | 134,4                                                  |
| 2018                                                   | 52.201                                                 | 135,1                                                  |
| 2019                                                   | 52.536                                                 | 136,0                                                  |
| 2020                                                   | 52.728                                                 | 136,5                                                  |
| 2021                                                   | 52.854                                                 | 136,8                                                  |
| 2022                                                   | 52.751                                                 | 136,5                                                  |
| 2023                                                   | 53.704                                                 | 139,0                                                  |
| 2024                                                   | 54.107                                                 | 140,0                                                  |
| 2025                                                   | 54.390                                                 | 140,8                                                  |

## Sport
De gemeente huisvest twee voetbalclubs, namelijk Royal Scup Dieleghem Jette en Ritterklub VSV Jette.

## Geboren in Jette
- Willy Corsari (= Wilhelmina Douwes-Schmidt) (1897-1998), Nederlands schrijfster
- Achiel Emiel Meeussen (1912-1978), Bantoetaalkundige[8]
- Georges Van Riet (1916-1998) filosoof en theoloog
- Paul Vandenbussche (1921-2011), eerste administrateur-generaal van de BRT
- François Narmon (1934-2013), bankier
- Luk De Koninck (1952), acteur
- Marc Daniëls (1959-2021), striptekenaar
- Alain De Nil (1966), voetballer
- Hermes Sanctorum (1981), politicus
- F.W. Daem (1988), schrijver
- Max Colombie (1991), muzikant
- Merveille Goblet (1994), voetballer
- Jason Denayer (1995), voetballer
- Hasan Özkan (1997), Turks voetballer
- Ilan Van Wilder (2000), wielrenner
- Tom Crabbe (2005), wielrenner

## Stedenbanden
- Sidi Bibi (Marokko)
- Jojutla (Mexico)

## Nabijgelegen kernen
Ganshoren, Wemmel, Laken, Sint-Jans-Molenbeek, Koekelberg